# Carolina Wilhelmina van Haren
Carolina Wilhelmina van Haren, född 25 april 1741 i Haag, död där 23 november 1812, var en nederländsk adelsdam, centralfigur i det berömda incestfallet van Haren (1761). 
Dotter till ministern och adelsmannen Onno Zwier van Haren (1713-1779) och Sara Hüls (1718-1793). Gift 24 februari 1760 i Scheveningen med Willem van Hogendorp (1735-1784), advokat. Mor till Gijsbert Karel van Hogendorp. 
År 1760 anklagade Carolina van Haren och hennes syster Betty, fadern privat för att ha utsatt dem för sexuella övergrepp. Anmälan gjordes på uppmaning av Carolinas trolovade: hans familj vägrade att tillåta äktenskapet om fadern inte avgick från sin post som minister och lämnade landet. Året därpå tog dock fadern fallet till domstolen och gjorde det offentligt, då han vägrade att avgå och ville rentvå sitt namn. Han förklarade sig oskyldig, då båda döttrarna var för oattraktiva för att han skulle ha begått övergrepp mot dem; Betty var invalid och Carolina rödögd efter smittkoppor. Han förklarades oskyldig eftersom hans döttrar aldrig vittnade, men tvingades i alla fall avgå. van Haren bröt med sin familj och gjordes arvlös. Hon umgicks ofta vid familjen Oraniens hov och blev känd som orangist. Hon levde åtskild från maken från 1773 och fick då underhåll från hovet: hennes son blev militär i orangisternas tjänst.    
Fallet blev en stor skandal och föremål för mycket forskning och fiktion, en roman och en pjäs, och det debatterades om huruvida anklagelserna var sanna eller en politisk konspiration.    